# Неуротоксично тровање шкољкама
Неуротоксично тровање шкољкама (акроним NSP од енг. Neurotoxic shellfish poisoning) или  бреветоксично тровање шкољкама (акроним BSP  од енг.  Brevetoxic shellfish poisoning )  једно је од тровања узроковано исхраном морским плодовима. Тровање настаје након конзумирфања шкољки контаминираних бреветоксинима које производи динофлагелат K. brevis. Ово товање је претежно болест западне хемисфере (југоисточне обале Сједињених Америчких Држава, Мексичког залива и Кариба), мада постоје извештаји и о појави болести на обалама Новог Зеланда.

## Епидемиологија
Шкољке су група морских бескичмењака, који су у гастрономији, као група морских животиња, сврстане у јестиве  бескичмењаке. Историјска позадина, која се односи на сакупљање, као и на конзумацију шкољки, датира још из античких времена, јер се сматра да су ови обичаји настали почетком палеолитске ере, која обухвата период од пре око 40.000 година. Временом је направљен низ студија како би се утврдили аспекти који потврђују постојање различитих  врста шкољки и њихових својстава. Конзумирање шкољака које су сирове или чак полусирове представља ризик за потрошача, јер ове животиње живе у (води), која може бити контаминирана, а такође неке имају биотоксине, који настају акумулацијом токсичних алги.
Бреветоксини (БТ) које производи динофлагелат Karenia brevis „црвена плима на Флориди” су полиетарска једињења која су одговорна за огромну смртност риба и морских сисара, за сада на простору;
- дуж обала Мексичког залива,[2]

- дуж југоисточне обале Сједињених Америчких Држава,

- обале Мексичког залива,
- обала Кариба,
- обала Новог Зеланда.[3]

## Етиопатогенеза
Код људи бреветоксини су узрочници неуротоксичног тровања шкољкама и симптома сличних астми, због излагања аеросолима који настају под утивцајем ветра и таласа кој се разбијају у близини плаже.  Иритантни аеросоли могу изазвати и теже облике респираторног дистреса.   
Неуротоксично тровање шкољкама изазивају бреветоксини, које производе динофлагелати (микроалге) које уносе шкољке  (нпр остриге, дагње и друге шкољке) у којима се концентришу токсини (отрови) које касније конзумирају грабежљивци, укључујући и људе. 
Црвене плиме кој се спорадично јављају у Мексичком заливу и на обали Флориде,  могу бити пренете и на север у Голфској струји, и повремено утичу на обалу суседних држава. Цветање динофлагелата се уочава као црвена боја морске воде, а у тој води се организми  могу открити микроскопски. Црвене плиме обично изазивају велики помор рибе, чији лешеви испливају на обалу.
Локалне власти тада рутински забрањују бербу шкољака за индустрију и личне потребе. 

Овај синдром је сличан тровању цигуатером, али без паралитичке компоненте, и може трајати од неколико сати до неколико дана. 
Као и многи морски токсини, бреветоксини су без укуса, мириса и топлотно стабилни. Они су слични цигуатоксинима по томе што су отварачи натријумових канала који изазивају неуроексцитаторне ефекте.   
На основу својих молекуларних структура формираних од 10–11 трансфузионисаних прстенова, БТ има 2 скелетне кичме: А  и Б-тип и низ супституената бочног ланца на прстеновима дистално од лактона. Они се везују за ћелију и активирају волтаж-зависне натријумове канале у ћелијској мембрани изазивајући деполаризацију мембрана неуронских и мишићних ћелија.
Иако се бреветоксини могу акумулирати у мишићима и изнутрицама риба, не постоје документовани случајеви неуротоксично тровање шкољкама након конзумирања риба код људи, тако да се НСП и ЦФП могу међусобно разликовати са комплетном историјом конзумирања морских плодова.
Болест која се јавља код неуротоксичног тровање шкољкама је је блажа форма од од оне код паралитичког тровања шкољкама.

## Клиничка слика
Почетак симптома креће се од 15 минута до 18 сати након узимања, а трајање токсичности креће се од 1-72 часа (обично < 24 часа). Симптоми који се манифестују укључују:
- гастроентеритис;
- ректално жарење;
- парестезије лица, трупа и удова;
- мијалгије;
- атаксију;
- вртоглавица;
- смењивање осећаја топлог и хладног.
- друге мање уобичајене карактеристике (тремор, дисфагију, брадикардију, смањене рефлексе и мидријазу)

Респираторни ефекти повезани са аеросолизованом црвеном плимом укључују кијање, иритацију грла, пецкање и свраб; у случају тровања астматичара примећено је значајно повећање симптома астме.

## Дијагноза
Изгледа да су симптоми тровања последица два бреветоксина које производи G. breve а који се везују за нервне ћелије. Ови токсини се могу хемијски анализирати, али то се не ради рутински. 
Идентификација опасног стања се лако врши посматрањем кретања црвене плиме, укључујући карактеристични помор риба, и самих организама у води. 

## Терапија
Лечење је симптоматско, или углавном подржавајуће им заснива се на праћењуи управљању симптомима. Интравенске течности и посматрање респираторне функције су главни ослонац лечења заједно са контролом бола. 
Активни угаљ се може дати преко устију, ако се пацијент јави у року од четири сата од конзумирања отрова ради деконтаминације гастроинтестиналног тракта. 
Тренутно не постоји специфичан антидот за бреветоксине, али може послужити манитол (примарни третман за цигуатоксин, токсин који производи динофлагелате који се налази у неким врстама риба) или бревитал (природни антагонист бреветоксина) који производи К. бревис.
Како се политика јавног здравља разликује од државе до државе, и предузете мере се за спречавање избијања тровања шкољкама се разликују. Министарство здравља Флориде додало је НТШ на своју листу болести које се морају пријавити. Поред тога, од средине 1970-их, Одељење за заштиту животне средине Флориде спроводи праћење нивоа динофлагелата и ограничава бербу шкољки из оближњих лежишта шкољки када су нивои опасно повишени. Лежишта за шкољке се затим отварају након две недеље уз потврду безбедности биолошким тестирањем на мишу (које укључује инјекцију екстракта шкољки са накнадним посматрањем смрти миша).